# ایسینز
ایسینز (به لاتین: Eysins) یک بخش در سوئیس است که در کانتون وو واقع شده‌است. ایسینز ۸۳۶ نفر جمعیت دارد.